# Albino da Silva
Albino Roque da Silva (ur. 9 stycznia 1925 w Porto) – portugalski strzelec, olimpijczyk.
Uczestniczył w Letnich Igrzyskach Olimpijskich 1960 w Rzymie. Startował tylko w konkurencji strzelania z karabinu małokalibrowego leżąc z odl. 50 m, w której odpadł w kwalifikacjach.

## Wyniki olimpijskie
| Igrzyska | Konkurencja                       | Wynik                                         | Miejsce    | Źródło |
| -------- | --------------------------------- | --------------------------------------------- | ---------- | ------ |
| IO 1960  | Karabin małokalibrowy leżąc, 50 m | Kwalifikacje – 375 punktów (92-94-94-95) (NQ) | 71 (na 85) | [ 2 ]  |